# Pyrrhocoridae
Pyrrhocoridae este o familie de insecte cu peste 300 de specii răspândite în întreaga lume. Multe dintre aceastea sunt de culoare roșie. O specie comună în România și unele părți ale Europei este vaca-Domnului. Numele genului Pyrrhocoris și numele familiei sunt derivate din cuvintele grecești pentru foc, „pyrrho-”, și insectă, „coris”. Membrii acestei familii sunt adesea confundați cu Lygaeidae, deși pot fi ușor distinși prin lipsa de oceli (ochi simpli) pe partea superioară a capului.

## Descriere
Membrana aripilor anterioare are una sau două celule din care se ramifică în aproximativ 7-8 vene, care pot avea ramuri care fuzionează, în timp ce venele principale ajung până la marginea aripii. Au trei segmente tarsiene. Pot fi foarte dificil de distins de unii membri ai familiei Largidae, care împărtășesc unele dintre aceste caracteristici și care aparțin aceleiași superfamilii. Membrii Largidae tind să aibă marginea pronotumului (partea de sus a primului segment toracic) rotunjită, dar caracteristica taxonomică care le diferențiază este prezentă doar la femele: femelele largide au cel de-al șaselea segment abdominal vizibil (de fapt cel de-al șaptelea) împărțit în mijloc, aspect care lipsește la femelele pirocoride. Câteva specii din familia Rhopalidae au culori similare (de exemplu, Corizus hyoscyami), dar au oceli, precum membrii Lygaeidae. Scutellum este mic și triunghiular. Antenele sunt compuse din patru segmente, cu cel de-al doilea segment mai lung decât al treilea. Gura ca un cioc (rostrum) are patru segmente, iar vârful atinge cel puțin baza perechii de picioare de la mijloc. Unele specii au aripi reduse, astfel încât abdomenul este vizibil de deasupra. Caracteristici distinctive, care sunt de obicei vizibile numai la microscop, sunt o glandă odoriferă mult mai redusă pe mijlocul segmentului toracic. Există trei fire de păr senzoriale sau trihobotrii pe segmentele abdominale 3 până la 6 și două astfel de fire de păr pe cel de-al șaptea segment.
Genul Myrmoplasta este întâlnit în regiunile africane și orientale și este oarecum neobișnuit pentru că are aripi extrem de reduse, având aspect de furnică sau mirmecomorfic. Masculii și femelele diferă în morfologia picioarelor anterioare, dar acest dimorfism sexual este observat și la alte genuri.

## Hrană
Cele mai multe specii se hrănesc cu semințe sau fructe, în special de plante aparținând ordinului Malvales, dar câteva se hrănesc cu resturi putrezite, inclusiv de animale. Câteva specii sunt prădătoare: Raxa nishidai este prădător al unei alte specii din aceeași familie, Melamphaus faber, în timp ce Antilochus coquebertii se hrănește cu alte insecte, printre care Dysdercus cingulatus. Câteva specii sunt dăunători majori ai culturilor. Specia Dysdercus suturellus este bine cunoscută în regiunile din sudul Statelor Unite ale Americii unde se cultivă bumbac, iar Dysdercus cingulatus apare în culturile de bumbac din Asia tropicală. Acestea dăunează culturilor de bumbac prin pătarea acestora cu excremente, precum și prin tăierea fibrelor.

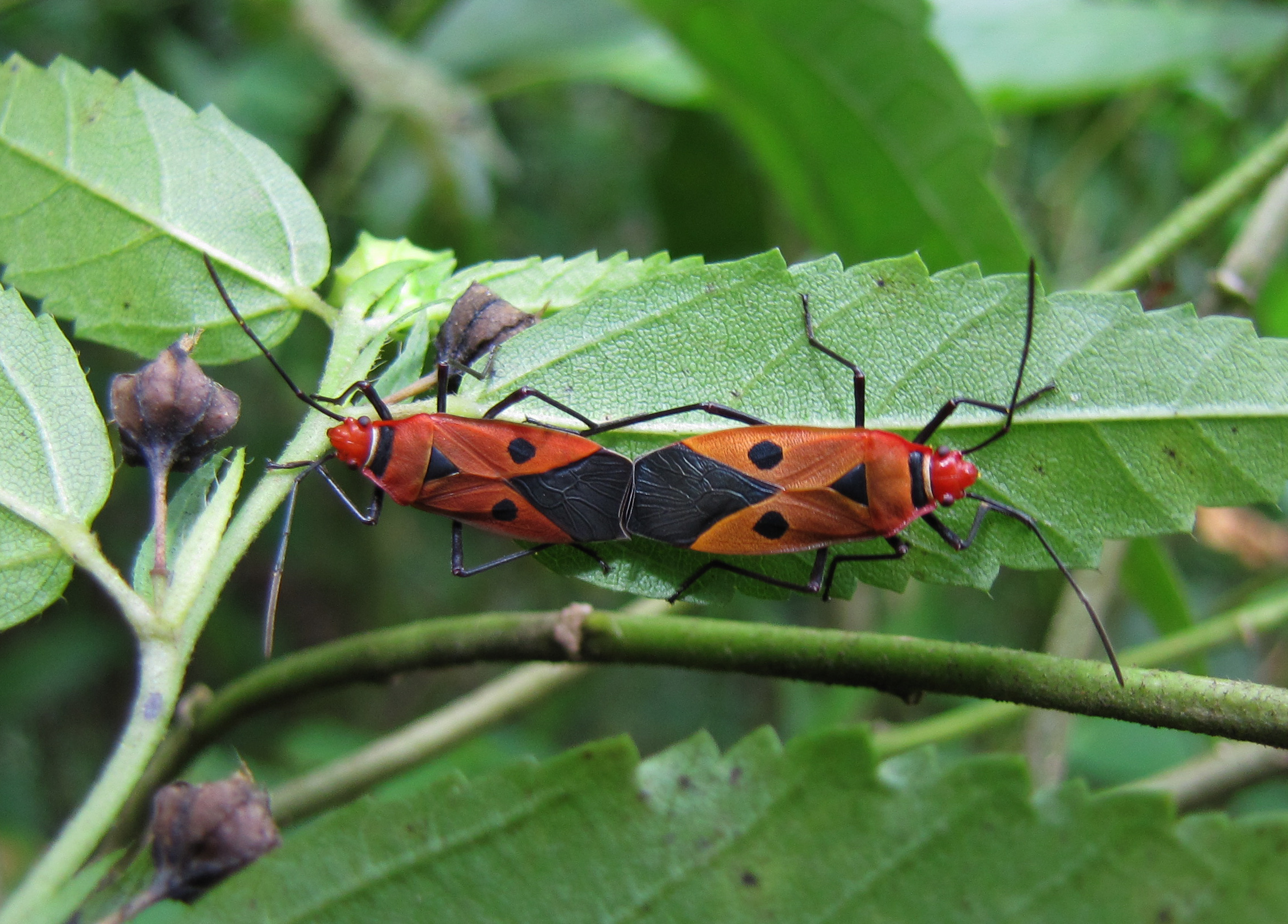
Dysdercus cingulatus, India

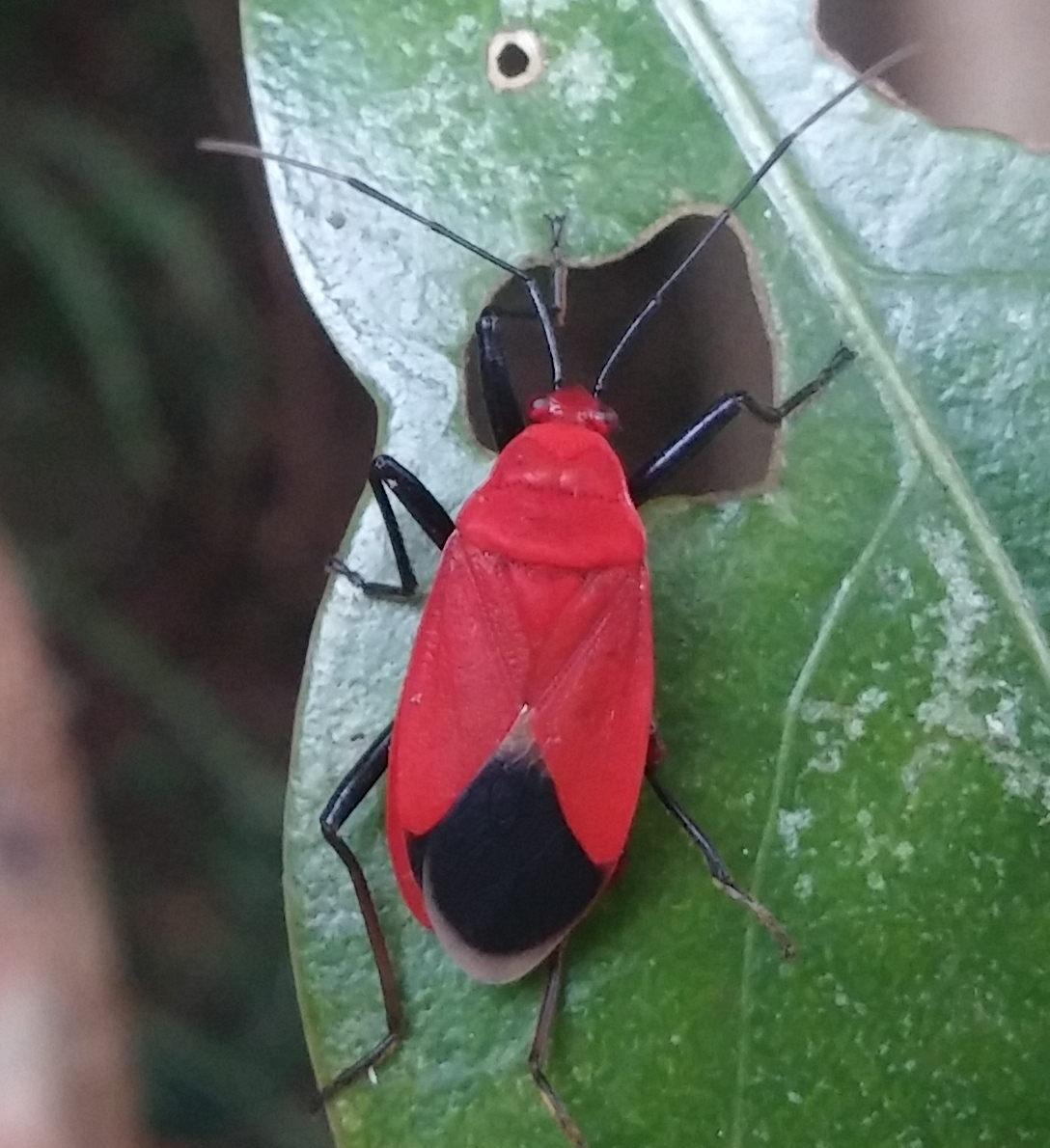
Dindymus rubiginosus, Asia de est

## Genuri
Familia conține numeroase genuri, printre care se numără:
- Abulfeda
- Aderrhis
- Aeschines
- Antilochus
- Armatillus
- Callibaphus
- Courtesius
- Cenaeus
- Delecampius
- Dermatinus
- Dindymus
- Dynamenais
- Dysdercus
- Ectatops
- Euscopus[8]
- Froeschnerocoris[9]
- Gromierus
- Indra
- Jourdainana
- Leptophthalmus
- Melamphaus
- Myrmoplasta
- Neodindymus
- Neoindra
- Probergrothius (Odontopus este preocupat[10])
- Pyrrhocoris
- Pyrrhopeplus
- Raxa
- Roscius
- Saldoides
- Scantius
- Schmitziana
- Sericocoris
- Siango
- Sicnatus
- Stictaulax
- Syncrotus